# Dekanat Donauwörth

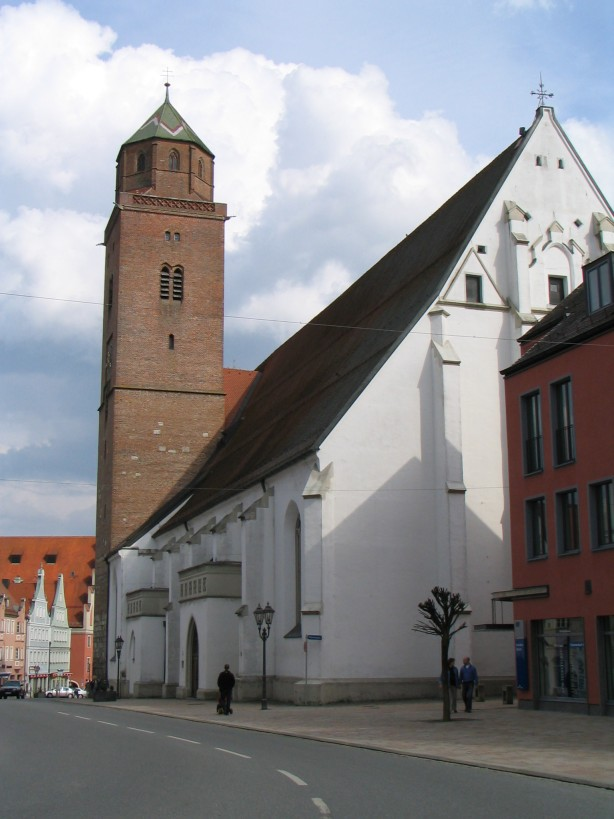
Liebfrauenmünster Donauwörth

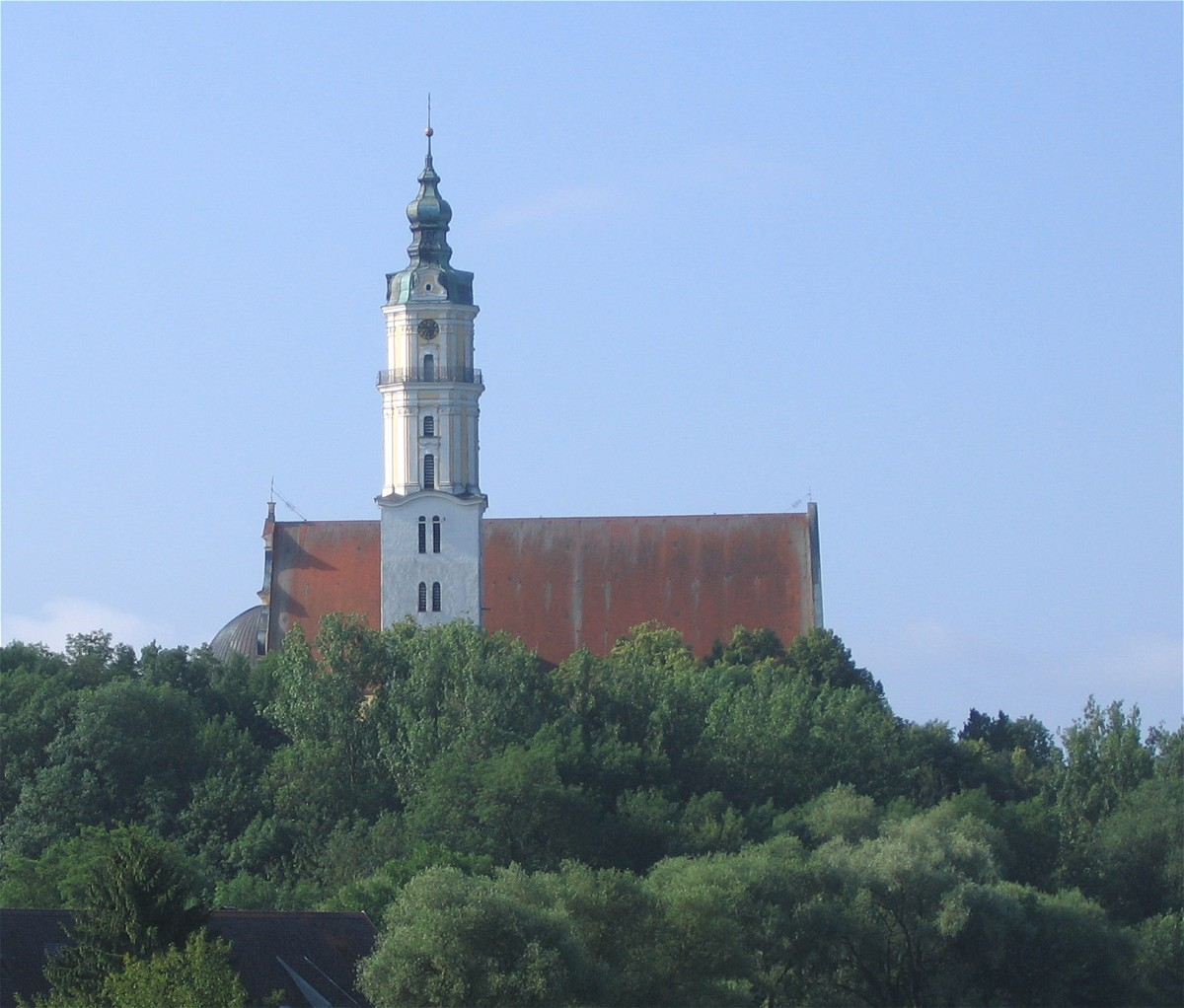
Klosterkirche Heilig Kreuz Ehemaliges Benediktinerkloster

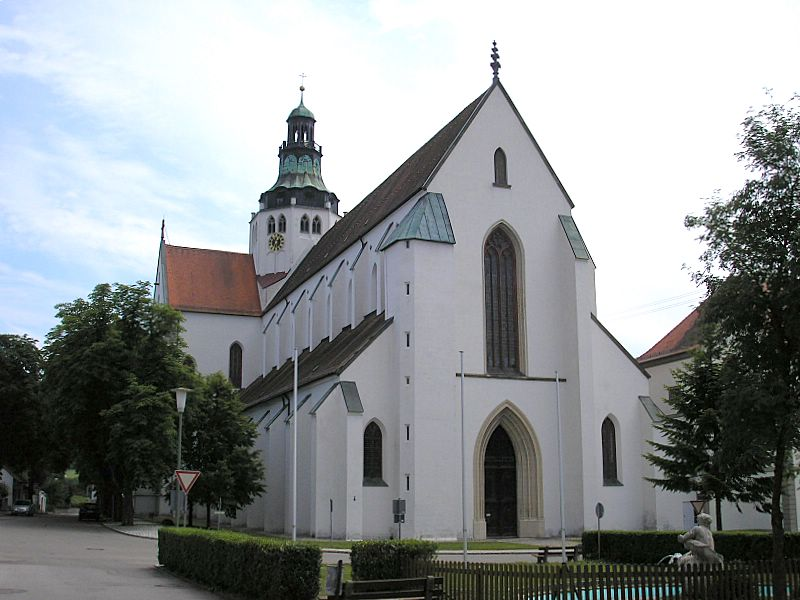
Ehemalige Zisterzienserklosterkirche Mariä Himmelfahrt Kaisheim

Das Dekanat Donauwörth ist eines von 23 Dekanaten des römisch-katholischen Bistums Augsburg.
Das Dekanat entstand im Zuge der Bistumsreform vom 1. Dezember 2012 durch die Zusammenlegung der früheren Dekanate Donauwörth und Rain. Sitz ist Donauwörth.

## Gliederung
- Pfarreiengemeinschaft Bayerdilling

◦ Pfarrei Bayerdilling, „St. Michael“;
◦ Pfarrei Gempfing, „St. Vitus“ (mit Kunding, „St. Helena“; Sallach, „St. Ulrich“ und Tödting, „St. Anna“);
Etting, „St. Peter und Paul“
◦ Pfarrei Holzheim, „Mariä Himmelfahrt“ (mit Stadel);
Pessenburgheim, „St. Willibald“
Wallerdorf, „St. Nikolaus“
◦ Pfarrei Münster, „St. Peter und Paul“
Oberpeiching, „Mariä Heimsuchung“
- Pfarreiengemeinschaft Donauwörth

◦ Donauwörth-Parkstadt „Christi Himmelfahrt“;
◦ Donauwörth-Zirgesheim Maria Immaculata;
◦ Donauwörth-Auchsesheim St. Georg;
◦ Donauwörth-Berg St. Laurentius;
◦ Donauwörth-Riedlingen St. Martin;
◦ Donauwörth Zu Unserer Lb. Frau;
Donauwörth „St. Johann Baptist“;
◦ Donauwörth-Schäfstall St. Felizitas;
◦ Donauwörth-Wörnitzstein St. Martin;
- Pfarreiengemeinschaft Kaisheim

◦ Kaisheim Mariä Himmelfahrt;
Hafenreut „St. Georg“;
◦ Altisheim St. Willibald
- Pfarreiengemeinschaft Marxheim/Daiting

◦ Daiting St. Martin;
◦ Gansheim St. Nikolaus;
◦ Lechsend St. Vitus;
◦ Marxheim St. Peter und Paul
Schweinspoint St. Bartholomäus;
◦ Übersfeld St. Gallus
Blossenau St. Sixtus;
Burgmannshofen „St. Gertraud“;
- Pfarreiengemeinschaft Rain

◦ Feldheim „St. Georg“;
◦ Genderkingen St. Peter und Paul;
◦ Niederschönenfeld Mariä Himmelfahrt;
◦ Rain St. Johannes Baptist;
◦ Staudheim St. Quirinus
- Pfarreiengemeinschaft Schmutter-Lech

◦ Asbach-Bäumenheim „Maria Immaculata“;
◦ Druisheim St. Vitus;
◦ Mertingen St. Martin
◦ Oberndorf St. Nikolaus;
Eggelstetten St. Margareta
- Pfarreiengemeinschaft Tapfheim

Donaumünster Mariä Himmelfahrt;
Erlingshofen St. Vitus;
Tapfheim St. Peter